# Kling (archeologie)

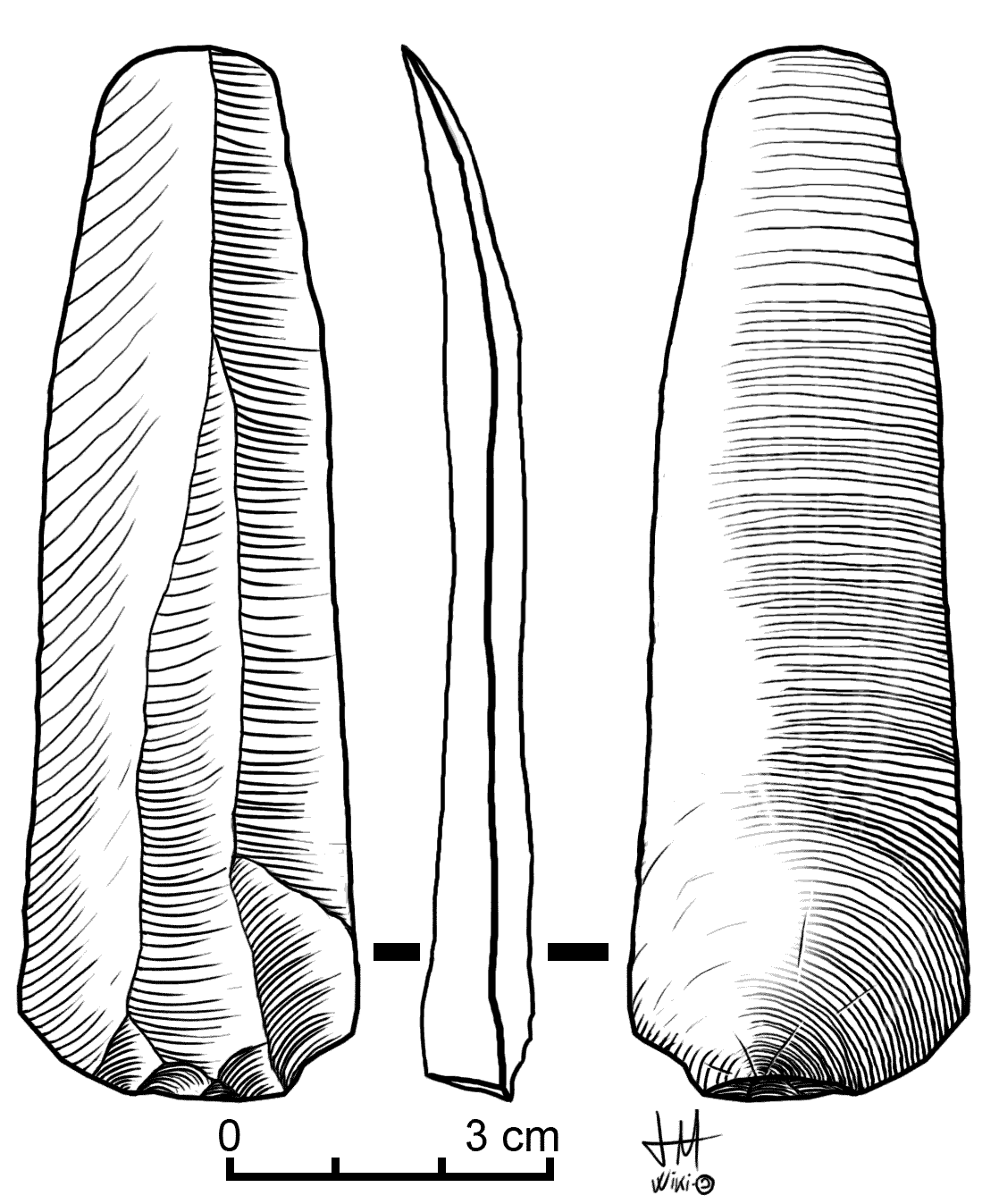
Tekening van een kling in vuursteen (dorsale zijde, zijaanzicht en ventrale zijde)

Een kling is een voorwerp dat vervaardigd werd om mee te snijden of te gebruiken als slag- of steekwapen. In de steentijd maakten mensen zoals de late neanderthaler en de vroege moderne mens klingen uit vuursteen door het slaan van een lange smalle scherf (afslag) van een stenen kern (kernsteen). 
Klingen worden door archeologen gedefinieerd als afslagen die ten minste tweemaal zo lang als breed zijn, met (semi-)parallelle zijden en ten minste twee ribbels op de rugkant. Daarnaast moet het instrument deel uitmaken van een doelgerichte klingenindustrie om als een echte kling te worden beschouwd. Gereedschappen die door toeval kenmerken van klingen vertonen, maar niet bewust zo zijn geproduceerd, worden niet als echte klingen beschouwd. Op de foto is links de kling met de rugzijde naar boven te zien, de dorsale zijde. Rechts ligt de kling met de buikzijde naar boven, de ventrale zijde. De slagbult rechtsonder is de proximale kant, de punt is de distale kant.
Het vuursteen kon van plaatselijke afkomst zijn, maar er zijn al uit het neolithicum vuursteenmijnen bekend met werkplaatsen waar producten of halffabrikaten werden vervaardigd. In de Lage Landen waren er bijvoorbeeld vuursteenmijnen bij Rijckholt in Limburg. 
Klingen waren het favoriete gereedschap van het Laatpaleolithicum, hoewel ze soms al uit eerdere perioden worden gevonden. Hun lange scherpe kanten maken hen bruikbaar voor verschillende doeleinden.

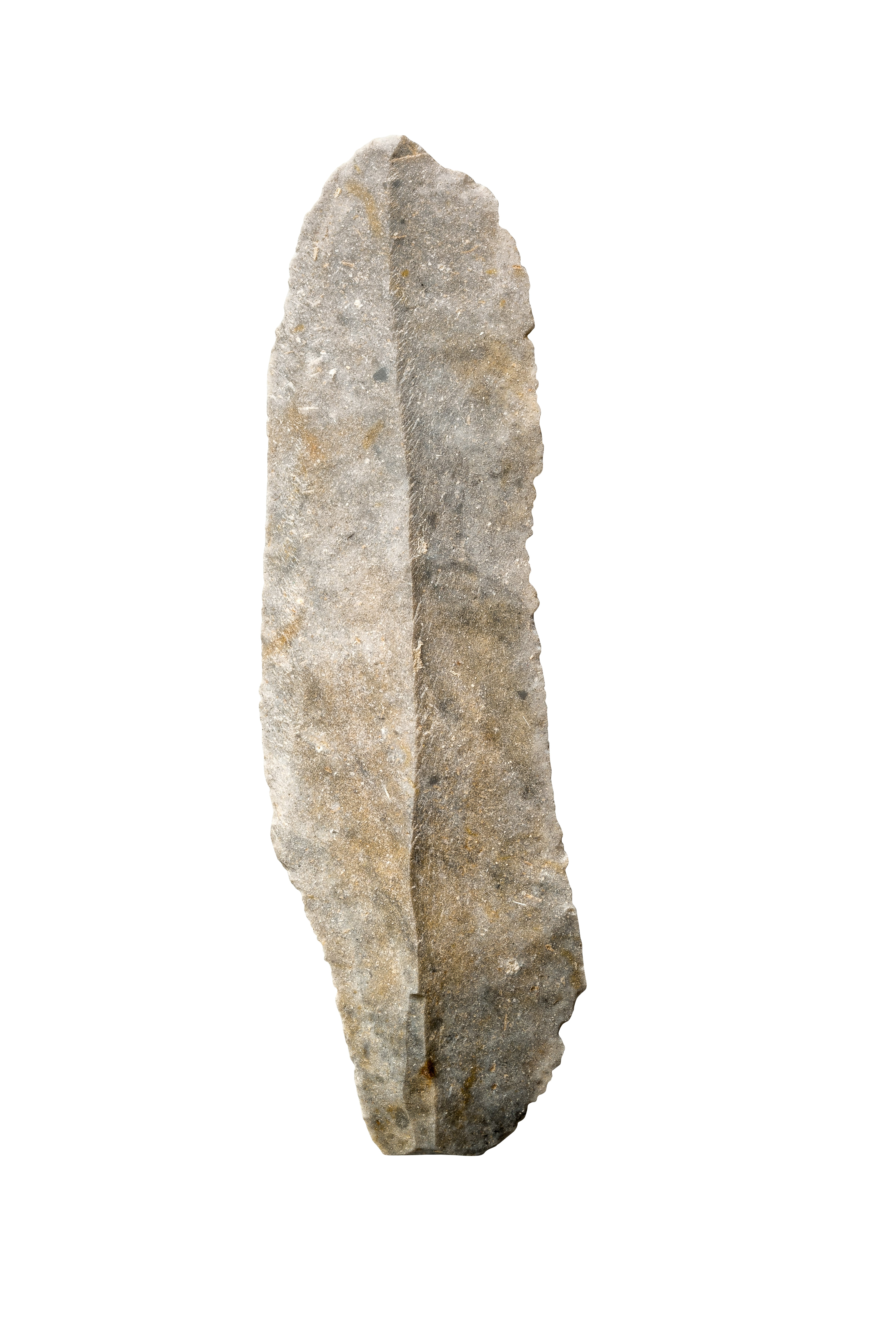
Kling in vuursteen van de Magdaleniaancultuur, 15.000 tot 14.300 jaar oud, gevonden te Kanne, Gallo-Romeins Museum (Tongeren)

Voor het creëren van een kling is een zachte slagsteen of klopsteen nodig. Ze werden vaak verder bewerkt om schrabbers of stekers te creëren. Soms werd een zijde door het verwijderen van kleine scherven afgestompt om een eenzijdig snijdende kling te verkrijgen. Kleine exemplaren (onder 12 mm) worden microklingen genoemd en werden met name in het Mesolithicum gebruikt in samengestelde gereedschappen.
Gedurende het holoceen werden wapens uitgerust met een gevest. Een kling kan daarmee ook verwijzen naar het lemmet van een zwaard,  sabel, degen of bajonet.
In Europa komen klingen voor vanaf het Châtelperronien.

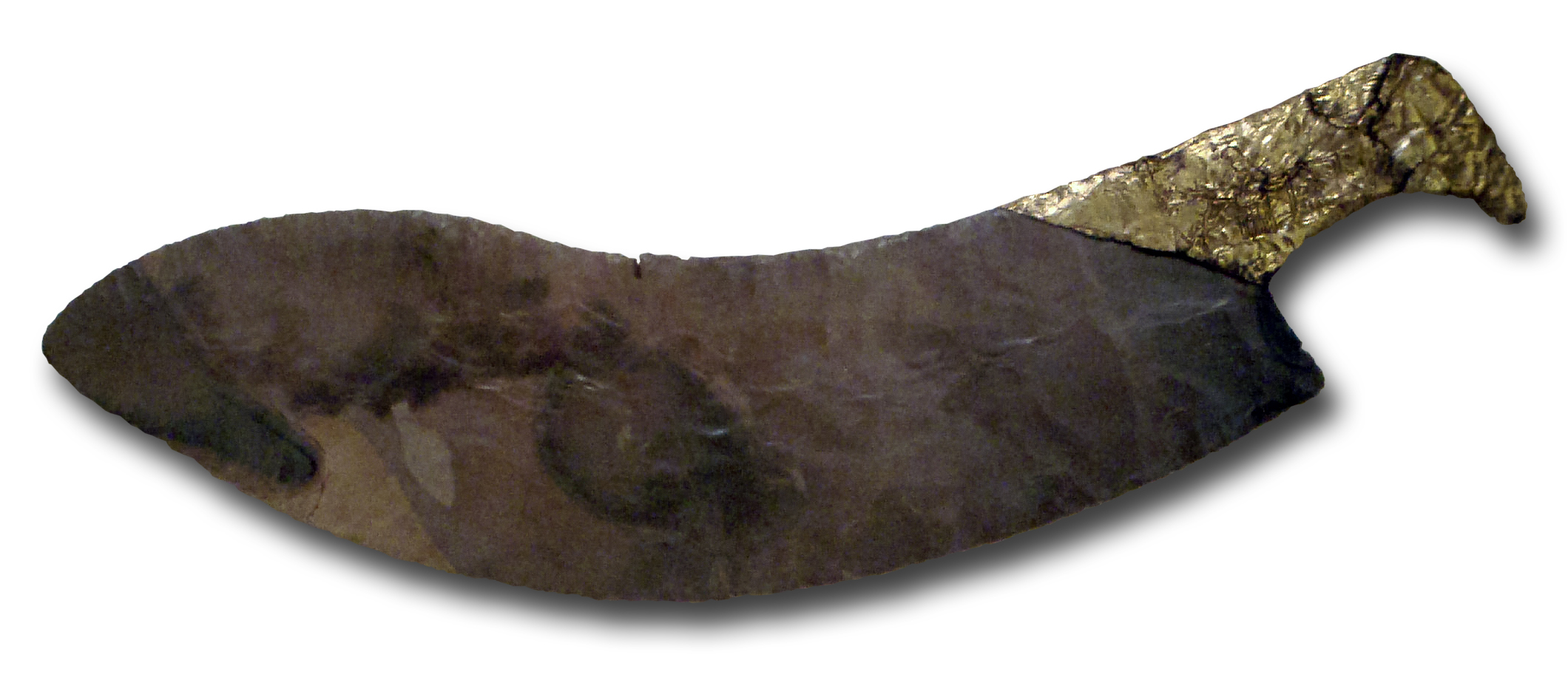
Bladvormige kling uit vuursteen, de naam van farao Djer gegraveerd op het gouden handvat, ca 3000 v.Chr. (Royal Ontario Museum, Canada)

Een bijzondere ontwikkeling zijn de zogenaamde bladvormige klingen, waarbij de vorm tot in de perfectie werd uitgewerkt.